# Tuffi ai XVIII Giochi asiatici
I concorsi dei tuffi dei XVIII Giochi asiatici si sono svolti a Giacarta in Indonesia dal 28 agosto al 1 settembre 2018. Sono stati disputati 10 concorsi, cinque maschili e cinque femminili: trampolino da 1 metro individuale, trampolino 3 metri individuale e sincronizzati, piattaforma da 10 metri individuale e sincronizzati.

## Nazioni partecipanti
Ai Giochi hanno partecipato 87 tuffatori provenienti da 14 nazioni differenti.
- Cina (16)
- Corea del Nord (6)
- Corea del Sud (8)
- Giappone (7)
- Hong Kong (4)
- India (2)
- Indonesia (9)
- Iran (2)
- Macao (5)
- Malaysia (9)
- Qatar (4)
- Singapore (8)
- Thailandia (4)
- Uzbekistan (1)

## Medagliere
| #      | Nazione        | Oro | Argento | Bronzo | Totale |
| ------ | -------------- | --- | ------- | ------ | ------ |
| 1      | Cina           | 10  | 6       | 0      | 16     |
| 2      | Corea del Sud  | 0   | 2       | 3      | 5      |
| 3      | Corea del Nord | 0   | 1       | 3      | 4      |
| 3      | Malaysia       | 0   | 1       | 3      | 4      |
| 5      | Giappone       | 0   | 0       | 1      | 1      |
| Totale | Totale         | 10  | 10      | 10     | 30     |

## Podi

### Uomini
| Evento                      | Oro                      | Perform. | Argento                                | Perform. | Bronzo                                    | Perform. |
| Tuffi individuali           |                          |          |                                        |          |                                           |          |
| Trampolino 1 m (dettagli)   | Peng Jianfeng            | 462.15   | Liu Chengming                          | 432.85   | Woo Ha-ram                                | 382.70   |
| Trampolino 3 m (dettagli)   | Xie Siyi                 | 560.80   | Cao Yuan                               | 540.05   | Chew Yiwei                                | 456.20   |
| Piattaforma 10 m (dettagli) | Yang Jian                | 579.10   | Qiu Bo                                 | 566.60   | Woo Ha-ram                                | 477.55   |
| Tuffi sincronizzati         |                          |          |                                        |          |                                           |          |
| Trampolino 3 m (dettagli)   | Cina Cao Yuan Xie Siyi   | 479.52   | Corea del Sud Kim Yeong-nam Woo Ha-ram | 412.74   | Giappone Ken Terauchi Shō Sakai           | 408.57   |
| Piattaforma 10 m (dettagli) | Cina Chen Aisen Yang Hao | 466.47   | Corea del Sud Kim Yeong-nam Woo Ha-ram | 406.05   | Corea del Nord Hyon Il-myong Rim Kum-song | 395.04   |

### Donne
| Evento                      | Oro                           | Perform. | Argento                                 | Perform. | Bronzo                                    | Perform. |
| Tuffi individuali           |                               |          |                                         |          |                                           |          |
| Trampolino 1 m (dettagli)   | Wang Han                      | 323.55   | Chen Yiwen                              | 306.50   | Kim Su-ji                                 | 265.35   |
| Trampolino 3 m (dettagli)   | Shi Tingmao                   | 389.40   | Wang Han                                | 383.40   | Nur Dhabitah Sabri                        | 330.75   |
| Piattaforma 10 m (dettagli) | Si Yajie                      | 405.45   | Zhang Jiaqi                             | 395.30   | Kim Mi-rae                                | 367.90   |
| Tuffi sincronizzati         |                               |          |                                         |          |                                           |          |
| Trampolino 3 m (dettagli)   | Cina Chang Yani Shi Tingmao   | 335.70   | Malaysia Ng Yan Yee Nur Dhabitah Sabri  | 298.23   | Corea del Nord Kim Kwang-hui Kim Mi-hwa   | 282.78   |
| Piattaforma 10 m (dettagli) | Cina Zhang Jiaqi Zhang Minjie | 361.38   | Corea del Nord Kim Kuk-hyang Kim Mi-rae | 337.86   | Malaysia Leong Mun Yee Nur Dhabitah Sabri | 310.80   |